# Josephine Schlanke
Josephine Schlanke (* 19. März 1988 in Luckenwalde) ist eine ehemalige deutsche Fußballspielerin. Die Abwehrspielerin stand zuletzt beim 1. FFC Turbine Potsdam unter Vertrag. Seit der Saison 2017/18 ist sie dort als Co-Trainerin tätig.

## Werdegang
Josephine Schlanke begann ihre Karriere beim SV 1813 Dennewitz, einer kleinen Ortschaft in der Nähe von Jüterbog. 2002 wechselte sie zum 1. FFC Turbine Potsdam. Mit den B-Juniorinnen wurde sie dreimal deutsche Meisterin. Zwischen 2005 und 2008 gehörte sie zum Kader der ersten Mannschaft und absolvierte in dieser Zeit 23 Bundesligaspiele. Seit 2008 spielt sie ausschließlich für Turbines zweite Mannschaft, mit der sie in der Saison 2011/12 und 2013/14 Meister der 2. Bundesliga Nord wurde.
2006 wurde sie mit der U-19-Nationalmannschaft Europameisterin. Bei der U-20-Weltmeisterschaft im gleichen Jahr war dann schon im Viertelfinale Endstation. Seit der Saison 2014/15 ist sie Co-Trainerin der U-17-Mannschaft vom 1. FFC Turbine Potsdam. Mit Beginn der Saison 2017/18 übernahm sie die Aufgabe als Co-Trainerin der 1. Mannschaft.

## Erfolge
- U-19-Europameisterin 2006
- Deutsche Meisterin 2006
- Meisterin der 2. Bundesliga Nord 2012, 2014
- Deutsche Meisterin der B-Juniorinnen 2003, 2004, 2005